# Otto Busses Vej
Otto Busses Vej er en vej i jernbaneterrænet på Vesterbro tæt ved Københavns Sydhavn. Vejen går gennem området, hvor DSBs centralværksted lå, og som skal omdannes til kvarteret Jernbanebyen. Vejen har sit navn efter tidligere maskindirektør ved DSB, Otto Busse (1850–1933).
Vejen er gaffeldelt, idet den udgår fra Kalvebod Brygge i øst, men efter et par hundrede meter deler den sig i to grene. Den nordlige del går i zigzagform langs syd- og vestsiden af DSB's maskindepot. Derefter fortsætter den mellem vognværkstedet og nogle af Banedanmarks afdelinger. Derefter kommer den til kvarteret Den Gule By, der ligger som en idyllisk landsby omgivet af det store værkstedsområde. Historisk har den huset DSB-personale fra centralværkstedet, typisk mandskabet på hjælpevognen, der skulle kunne rykke ud døgnet rundt. Den nordlige gren ender herefter blindt ved sporene for Øresundsbanen, Køge Bugt-banen med flere. En stitunnel fører dog under sporterrænnet til Enghavevej.
Den anden gren går syd om det tidligere centralværksted, der nu benyttes til eventlokaler og af arkitektfirmaer. På den anden side af vejen ligger metrostrækningen Cityringens kontrol- og vedligeholdelsescenter med kontrolrum, værksted og opstillingsspor. Vejen ender blindt ved CPH Village Vesterbro, der består af modulbyggede studieboliger. En sti fortsætter herfra mod nord til enden af den nordlige gren af Otto Busses Vej. Langs med stien ligger BaneGaarden, som består af ni restaurererede trælader, der er indrettet til spisesteder. På den anden side af stien ligger Byens Steinerskole, der er indrettet i pavilloner.